# (26947) Angelawang
(26947) Angelawang est un astéroïde de la ceinture principale.

## Description
(26947) Angelawang est un astéroïde de la ceinture principale. Il fut découvert le 6 avril 1997 à Socorro (Nouveau-Mexique) par le projet LINEAR. Il présente une orbite caractérisée par un demi-grand axe de 2,34 UA, une excentricité de 0,17 et une inclinaison de 3,1° par rapport à l'écliptique.

## Compléments